# Rally El Corte Inglés de 1991
El Rally El Corte Inglés de 1991, oficialmente 15.º Rally El Corte Inglés, fue la decimoquinta edición, la novena cita de la temporada 1991 del Campeonato de Europa de Rally y la segunda de la temporada 1991 del Campeonato de España de Rally. Se celebró los dias 21 de marzo, 22 de marzo y 23 de marzo y contó con un itinerario de 28 tramos que sumaban un total de 355 km cronometrados.

## Clasificación final
| Pos.    | Piloto             | Copiloto           | Automóvil                  | Tiempo  | Diferencia |
| General | General            | General            | General                    | General | General    |
| ------- | ------------------ | ------------------ | -------------------------- | ------- | ---------- |
| 1.      | Fabrizio Tabaton   | Maurizio Imerito   | Lancia Delta Integrale 16V | 3:52:28 | 0.0        |
| 2.      | Piero Liatti       | Luciano Tedeschini | Lancia Delta Integrale 16V | 3:53:10 | +0:42      |
| 3.      | Gustavo Trelles    | Ricardo Ivetich    | Lancia Delta Integrale 16V | 3:57:33 | +5:05      |
| 4.      | José Mari Ponce    | José Carlos Déniz  | BMW M3 E30                 | 3:59:35 | +7:07      |
| 5.      | Carlo Morandini    | Flavio Zanella     | Lancia Delta Integrale 16V | 4:07:04 | +14:36     |
| 6.      | Pedro Javier Diego | Icíar Muguerza     | Lancia Delta Integrale 16V | 4:07:29 | +15:01     |
| 7.      | Borja Moratal      | Arturo Fernández   | Opel Kadett GSI 16V        | 4:09:38 | +17:10     |
| 8.      | José Luis Rivero   | Juan J. Cruz       | Ford Sierra RS Cosworth    | 4:10:39 | +18:11     |
| 9.      | Antonio Ponce      | Orlando Yáñez      | BMW M3 E30                 | 4:14:40 | +22:12     |
| 10.     | Iñigo Lilly        | Mario Saguillo     | Opel Corsa A GSi           | 4:18:21 | +25:53     |
| España  |                    |                    |                            |         |            |
| 1.      | Gustavo Trelles    | Ricardo Ivetich    | Lancia Delta Integrale 16V | 3:57:33 | 0.0        |
| 2.      | José Mari Ponce    | José Carlos Déniz  | BMW M3 E30                 | 3:59:35 | +2:02      |
| 3.      | Pedro Javier Diego | Icíar Muguerza     | Lancia Delta Integrale 16V | 4:07:29 | +9:56      |